# Chiaffredo Cassiani
Chiaffredo Cassiani (Maranello, 1916 – Torre Maina, 3 aprile 1945) è stato un partigiano italiano.
medaglia d'oro al valor militare alla memoria.

## Biografia
Chiamato alle armi, al momento dell'armistizio era sergente nella Guardia di frontiera. Raggiunte le prime formazioni partigiane del Modenese, organizzò presto quella che sarebbe diventata una Brigata al suo comando. Con i suoi partigiani si distinse in audaci azioni. Cadde, con altri quattro compagni, a pochi giorni dalla Liberazione, ottenendo la massima decorazione militare alla memoria.